# 披砂镇
披砂镇，是中华人民共和国四川省凉山彝族自治州宁南县曾经下辖的一个镇。2019年12月，撤销披砂镇和景星镇，设立宁远镇，以原披砂镇和原景星镇所属行政区域为宁远镇的行政区域。

## 行政区划
披砂镇撤銷前下辖以下地区：
城北社区、城南社区、小田坝村、码口村、披砂村、下村、后山村、大花地村和务旭村。